# 진동규 (1958년)

진동규(陳東圭, 1958년 4월 27일 ~ )는 대한민국의 정치인이다. 대전광역시 유성구청장을 역임했다. 종교는 천주교이며, 세례명은 베드로 가니시오이다.

## 경력
- 충남대학교 산업대학원 테크노 최고경영자과정 고문
- 행정수도 충청권이전대책특별위원회 위원(前)
- 「바른사회를 위한 시민회의」발기인
- 대전 경실련 지방자치분과 위원장 역임
- 충남대/대전대/배재대/경희대 행정대학원 강사 역임
- 대덕대학 교수/한밭대 겸임/목원대 특임교수 역임
- 한나라당 대전시 중앙위원/운영위원
- 한나라당 중앙 전국위원
- 한나라당 중앙 지방자치 부위원장
- 백제문화권관광벨트협의차기회장 선출
- 평생교육원진흥원 이사
- 대전광역시의원/교육사회위원장 역임
- 한나라당 대전시 대덕R&D특구 비즈니스위원회위원장
- 한나라당 제1정책조정위원회 부위원장
- 제9대 ~ 10대 대전 유성구청장(2선, 한나라당,2004년 6월 ~ 2010년 6월)
- ~ 2017.02 새누리당 대전광역시당 유성구 당원협의회 위원장
- 2017.02 자유한국당 대전광역시당 유성구갑 당원협의회 위원장
- 2020.03 ~ 2020.04 미래통합당 대전시당 통합으로 하나 된 대전위기 극복 선거대책위원회 공동총괄선대본장 겸 유성갑‧을 선거대책위원장
- 2021.10 ~ 2021.11 : 국민의힘 윤석열 제20대 대통령 선거 예비후보 조직본부 특보단 지방자치특보
- 2022.09 ~ : 국민의힘 대전광역시당 생활정치특별위원장

## 학력
- 창원창신고등학교
- 경남대학교 행정학과 학사
- 경희대학교 행정대학원 행정학 석사
- 인하대학교 대학원 행정학 박사(논문주제 : 지방자치시대 광역행정체제의 발전방안에 관한 연구)

## 저서
- 자꾸자꾸 좋아지는 청정유성
- 신행정학 강의(도서출판 :대경)
- 지방자치행정의 이해(도서출판:21세기)
- 산문집(담장을 허물어 마음의 벽을 넘다)등 다수의 저서
- 지방자치시대의 광역행정체제의 발전방안에 관한 연구
- 지방자치와 도시정책에 관한 연구 등 다수의 논문
- 경찰학강의(도서출판 : 보성)
- 지역사회개발(연습) 강의(도서출판 : 21세기 기획, 한솔)
- 도시개발행정론(도서출판 : 한솔)
- 사회복지론 강의(도서출판 : 한솔)
- 신행정학 강의(도서출판 : 대경)
- 담장을 허물어 마음의 벽을 넘다(도서출판 : 심지)
- (문제중심)사회학의 이해(도서출판 : 21세기 기획)
- 도시행정의 이해(도서출판 : 21세기)
- 사회학 강의(도서출판 : 기린SI)

## 음주운전
2013년 6월 2일 오전 3시쯤, 대전광역시 유성구 전민동 엑스포 아파트 인근 교차로 부근에서 술해 취한 채 차안에서 잠을 자고 있는 진동규를 시민이 발견해 112로 신고했다. 경찰 출동 당시 진동규는 잠을 자고 있었으며, 혈중알콜농도 0.074%가 나와 면허정지에 해당해 도로교통법 위반 혐의로 불구속입건됐다. 진동규는 음주운전을 한 것이 아니고 대리운전 기사가 운전을 했다고 주장했으나, 2013년 6월 11일 도로교통법 위반 음주운전 항목으로 벌금 150만 원을 처분받았다.

## 역대 선거 결과
|  | 41.75% |

|  | 26.6% |

|  | 53.00% |

|  | 31.66% |

|  | 30.73% |

|  | 36.25% |

|  | 33.72% |

|  | 48.83% |